# Creagrutus paraguayensis
Creagrutus paraguayensis är en fiskart som beskrevs av Volker Mahnert och Géry, 1988. Creagrutus paraguayensis ingår i släktet Creagrutus och familjen Characidae. Inga underarter finns listade i Catalogue of Life.